# فربيون رويتري
الفربيون الرويتري أو الحلاب الرويتري (باللاتينية: Euphorbia reuteriana) نوع نباتي يتبع جنس الفربيون من الفصيلة اللبنية. سمي نسبة إلى العالم رويتر.
النبات سام كبقية أنواع الفربيون.

## الموئل والانتشار
ينتشر في بلاد الشام.

## مرادفات للاسم العلمي
- (باللاتينية: Tithymalus reuterianus (Boiss.) Klotzsch & Garcke)